# Anacolosa lutea
Anacolosa lutea är en tvåhjärtbladig växtart som beskrevs av John Wynn Gillespie. Anacolosa lutea ingår i släktet Anacolosa och familjen Aptandraceae. Inga underarter finns listade i Catalogue of Life.